# Chrysolina zamotajlovi
Chrysolina zamotajlovi is een keversoort uit de familie bladkevers (Chrysomelidae). De wetenschappelijke naam van de soort werd in 1991 gepubliceerd door Medvedev & Ochrimenko in Medvedev & Okhrimenko.